# 펜더 재규어

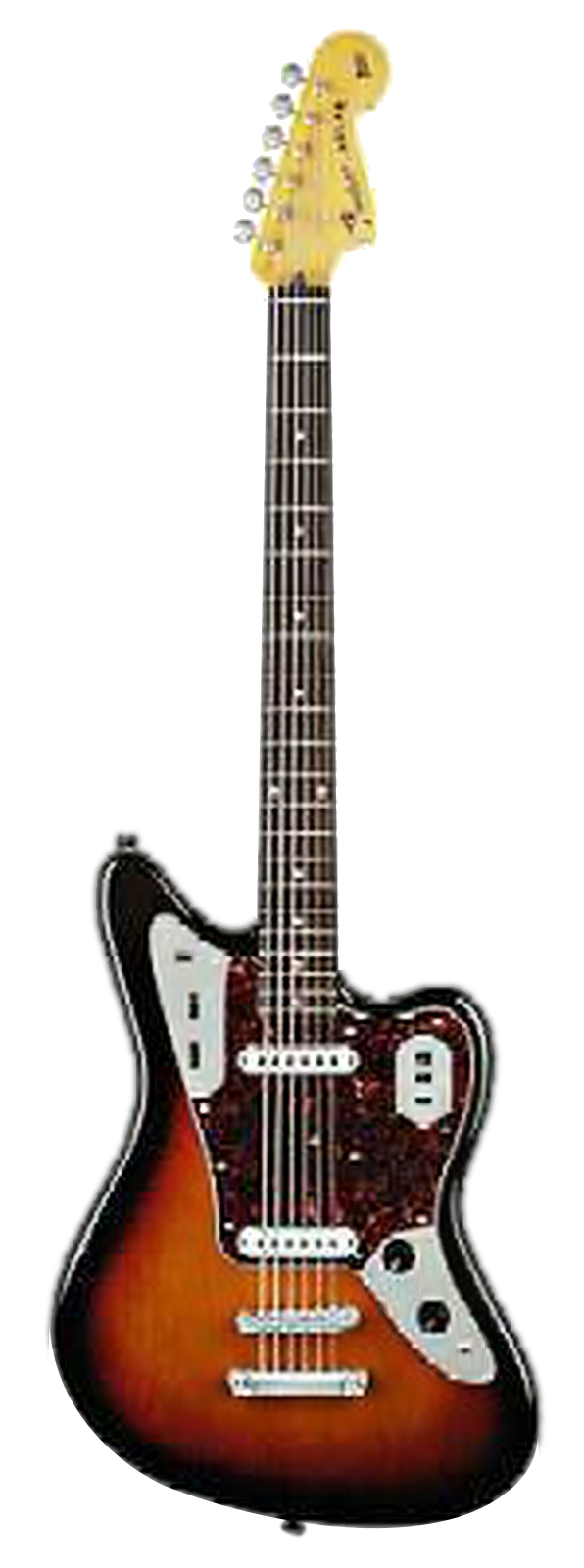
펜더 재규어

펜더 재규어(Fender Jaguar)는 펜더사에서 나온 전기기타이다. 오프셋 바디가 특징이며, 22프렛에 24인치 미디엄 스케일 넥을 가졌다. 짧은 서스테인이 특징이다.